# Magische cirkel (magie)

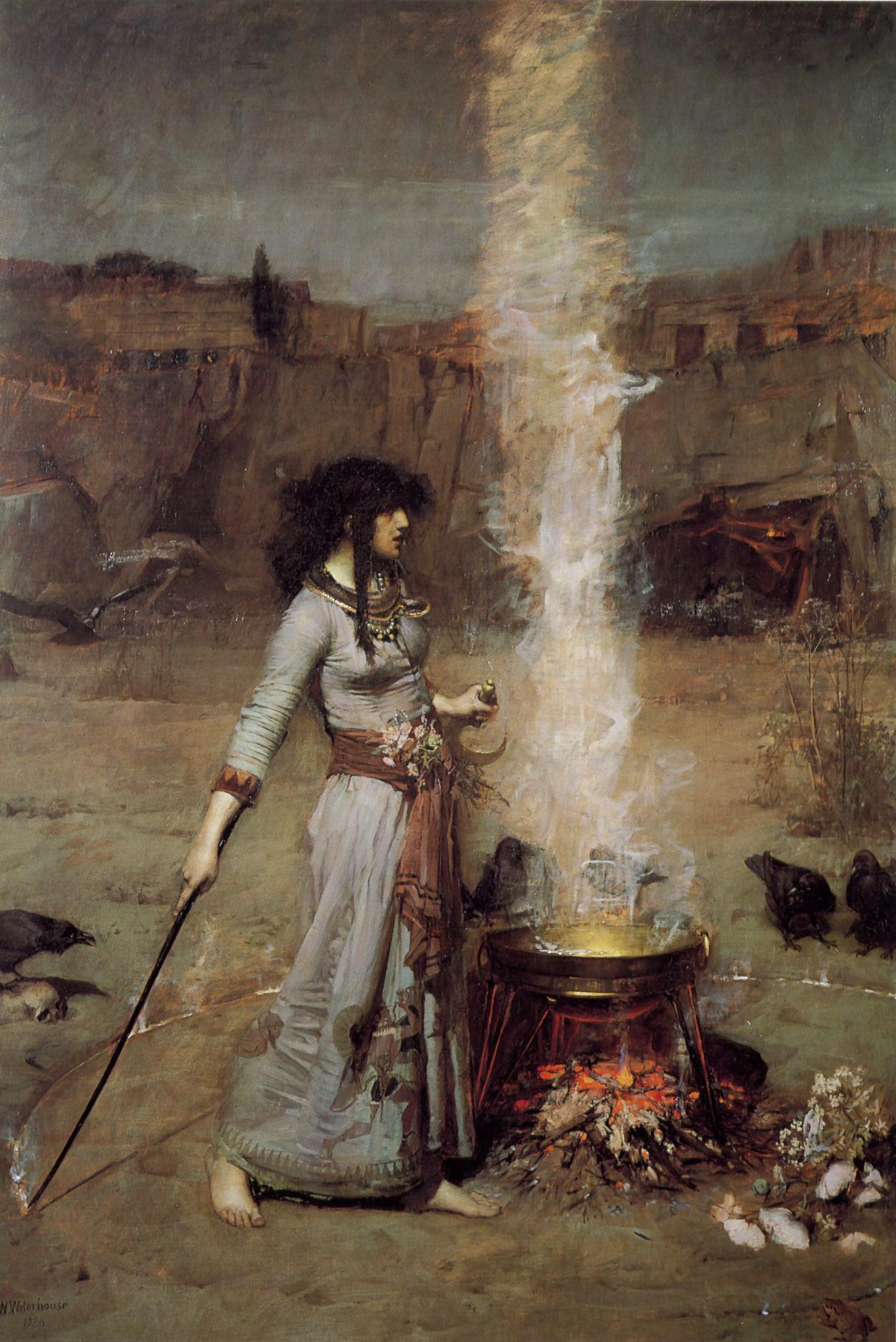
Magic Circle, schilderij van John William Waterhouse (1886)

De magische cirkel wordt gebruikt als beschermend ritueel bij het aanroepen van entiteiten en andere magische handelingen. Het ritueel wordt bij voorkeur in de vrije natuur verricht, maar kan ook binnenshuis plaatsvinden.

## Uitvoering rituelen
Magische rituelen worden uitgevoerd binnen een 'magische cirkel'. Voor aanroepingen en gebeden wordt een cirkel getrokken die de magiër of heks moet beschermen. Adviezen over rituelen zoals in couplet 3 van de Rede van de Heksen vermelden ook het gebruik van de magische cirkel. Het ritueel is niet voor elk magisch genootschap of coven hetzelfde, er zijn varianten die echter steeds de beschermende functie van de gewijde cirkel inhouden. Ook de in het ritueel aangeroepen entiteiten verschillen van groep tot groep. 'Noord' komt soms zelfs niet overeen met het echte noorden en wordt dan op een andere manier bepaald, maar dit is eigenlijk in strijd met de eigenlijke voorschriften van de magie. In het algemeen gaat de heks of magiër als volgt te werk:
1. De plaats voor het ritueel waarbij een magische cirkel wordt getrokken is bij voorkeur buiten in de natuur, maar het kan ook binnenshuis doorgaan. In dat geval wordt de natuur 'binnengehaald' met takken, bladeren en planten.
2. Op de vier windrichtingen wordt een kaars aangestoken. Het noorden staat daarbij voor het element aarde en dicht bij die kaars staat een altaar met gewijde voorwerpen als athame, kelk, pentakel, wierookvat en zwaard. Soms worden deze voorwerpen ook gewoon op de grond gezet.[1]
3. De cirkel wordt gemarkeerd met een gewijde, naar de aarde gerichte athame (ceremonieel mes), staf of zwaard. Degene die de cirkel trekt begint daarbij in het noorden en loopt dan naar Oost, Zuid, West en terug naar Noord.
4. Vervolgens wordt de cirkel opnieuw gemarkeerd en gewijd, eerst met gewijd water en daarna met een brandende kaars.
5. Bij elk van de vier windrichtingen staat de heks of magiër stil en voert een aanroepend pentagramritueel uit.
6. Nu kunnen de geplande magische handelingen binnen de beschermende cirkel plaatsvinden.
7. Na de handelingen moet de cirkel weer ontbonden of 'geopend' worden, door middel van een gelijkaardig ritueel met de vier windrichtingen. In plaats van een aanroepend pentagramritueel is dit een bannend pentagramritueel, waarbij de beoefenaar een pentagram visualiseert of in de lucht tekent met een athame of ander magisch voorwerp. Het verschil is dat het pentagram nu getekend wordt door linksonder te beginnen, terwijl het aanroepend ritueel begint bij de bovenste punt van het pentagram.